# New Orleans Saints 2001
La stagione 2001 dei New Orleans Saints è stata la 34ª della franchigia nella National Football League. Con un record di 7-9 la squadra si classificò al terzo posto della propria division, mancando i playoff dopo la qualificazione dell'anno precedente. Dopo sole tre stagioni, il running back Ricky Williams fu scambiato con i Miami Dolphins.

## Scelte nel Draft 2001
| Scelte dei Saints nel Draft 2001               |        |                    |                  |                |
| Giro                                           | Scelta | Giocatore          | Ruolo            | College        |
| 1                                              | 23     | Deuce McAllister * | Running back     | Mississippi    |
| 3                                              | 70     | Sedrick Hodge      | Linebacker       | North Carolina |
| 3                                              | 81     | Kenny Smith        | Defensive tackle | Alabama        |
| 4                                              | 115    | Moran Norris       | Fullback         | Kansas         |
| 5                                              | 153    | Onomo Ojo          | Wide receiver    | UC Davis       |
| 6                                              | 185    | Mitch White        | Offensive tackle | Oregon State   |
| 7                                              | 221    | Ennis Davis        | Defensive tackle | USC            |
| * Convocato per almeno un Pro Bowl in carriera |        |                    |                  |                |

## Roster
| Roster dei New Orleans Saints nel 2001 |
| --- |
| Quarterback - 18 Jeff Blake - 2 Aaron Brooks - 12 Jake Delhomme Running Back - 27 James Fenderson - 25 Fred McAfee - 26 Deuce McAllister - 33 Moran Norris FB - 44 Terrelle Smith FB - 34 Ricky Williams Wide Receiver - 83 Albert Connell - 87 Joe Horn - 88 Willie Jackson - 84 Michael Lewis - 80 Robert Wilson Tight End - 85 Cam Cleeland - 81 Lamont Hall - 82 Boo Williams Offensive Linemen - 69 Tom Ackerman C/G - 62 Jerry Fontenot C - 65 Chris Naeole G - 70 Marcus Price T - 77 Willie Roaf T - 78 Daryl Terrell T - 68 Kyle Turley T - 63 Wally Williams G Defensive Linemen - 92 Martin Chase DT - 97 La'Roi Glover DT - 99 Norman Hand DT - 93 Darren Howard DE - 94 Joe Johnson DE - 90 Kenny Smith DT - 98 Willie Whitehead DE Linebacker - 50 Phil Clarke MLB - 56 Charlie Clemons MLB - 52 Sedrick Hodge OLB - 57 Curtis Holden - 53 Roger Knight - 59 Keith Mitchell OLB - 54 Darrin Smith MLB - 51 Brian Williams Defensive Back - 20 Jay Bellamy FS - 41 Tim Carter - 37 Steve Gleason SS - 36 Michael Hawthorne CB - 29 Sammy Knight SS - 23 Kevin Mathis CB - 31 Richard Newsome - 28 Chris Oldham SS - 22 Fred Thomas CB - 24 Fred Weary CB - 42 Jerry Wilson FS Special Team - 3 John Carney K - 4 Toby Gowin P - 47 Kevin Houser LS |
| Legenda - I rookie sono in corsivo. - Il primo ruolo è il principale mentre gli eventuali successivi indicano i ruoli secondari. - (IR) sta per Injured Reserve ed indica la lista ristretta per un solo giocatore infortunato che può tornare ad allenarsi dopo la settimana 6 e a rientrare in prima squadra dopo che questa ha giocato 8 partite. - (NF-Inj.) / (NF-Ill.) stanno rispettivamente per Non-Football Injured e Non-Football Illness ed indicano le liste dove viene inserito un giocatore che ha un infortunio o una malattia non dipendente dal football americano. - (PUP) sta per Physically Unable to Perform ed indica la lista dove viene inserito un giocatore mentre è in attesa di recuperare la condizione fisica. Nella stagione regolare dopo la sesta partita giocata dalla propria squadra, il giocatore ha tempo tre settimane per riprendere ad allenarsi, più tre settimane aggiuntive dal suo rientro agli allenamenti per rientrare in prima squadra. |

## Calendario
| Stagione regolare |                         |                    |
| Turno             | Avversario              | Risultato          |
| 1                 | at Buffalo Bills        | V 24–6             |
| 2                 | Settimana di pausa      | Settimana di pausa |
| 3                 | at New York Giants      | S 21–13            |
| 4                 | Minnesota Vikings       | V 28–15            |
| 5                 | at Carolina Panthers    | V 27–25            |
| 6                 | Atlanta Falcons         | S 20–13            |
| 7                 | at St. Louis Rams       | V 34–31            |
| 8                 | New York Jets           | S 16–9             |
| 9                 | at San Francisco 49ers  | S 28–27            |
| 10                | Indianapolis Colts      | V 34–20            |
| 11                | at New England Patriots | S 34–17            |
| 12                | Carolina Panthers       | V 27–23            |
| 13                | at Atlanta Falcons      | V 28–10            |
| 14                | St. Louis Rams          | S 34–21            |
| 15                | at Tampa Bay Buccaneers | S 48–21            |
| 16                | Washington Redskins     | S 40–10            |
| 17                | San Francisco 49ers     | S 38–0             |

## Classifiche
| NFC West                |    |    |   |      |     |      |     |
|                         | V  | S  | P | %    | DIV | CONF | STR |
| (1) St. Louis Rams      | 14 | 2  | 0 | .875 | 503 | 273  | V6  |
| (5) San Francisco 49ers | 12 | 4  | 0 | .750 | 409 | 282  | V1  |
| New Orleans Saints      | 7  | 9  | 0 | .438 | 333 | 409  | S4  |
| Atlanta Falcons         | 7  | 9  | 0 | .438 | 291 | 377  | S2  |
| Carolina Panthers       | 1  | 15 | 0 | .063 | 253 | 410  | S15 |